# Bourne shell

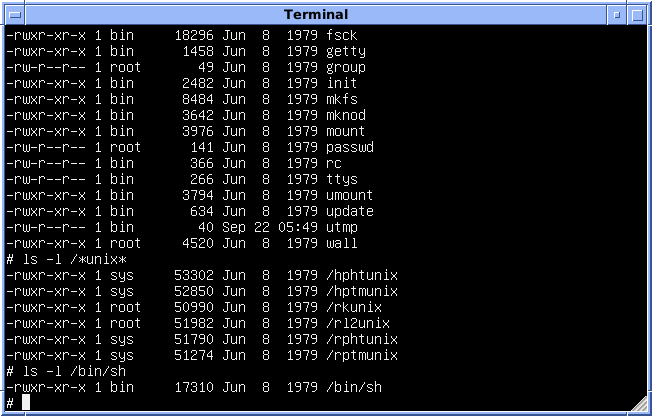
Versão 7 UNIX SIMH PDP11 Kernels Shell

Bourne shell, ou simplesmente sh, foi o shell padrão do Unix Versão 7, que substituiu o Thompson shell, cujo arquivo executável tinha o mesmo nome, sh. Ele foi desenvolvido por Stephen Bourne, dos laboratórios AT&T, e foi lançado em 1977 junto com o Unix Versão 7 distribuído para as faculdades e universidades. Logo tornou-se um shell popular para as contas Unix. O programa binário do Bourne shell (ou de um outro shell compatível) fica em /bin/sh da maioria dos sistemas Unix e ainda permanece como o shell padrão para o superusuário root em muitas das implementações do Unix atuais.